# Camp Verde
Camp Verde (oprindelig Camp Lincoln) er en by i Yavapai County i delstaten Arizona i USA. Byen har 12.147 (2020) indbyggere.
Camp Lincoln blev etableret i 1864 for at beskytte nybyggerne fra Yavapai- og Apache-indianerne, hvis land nybyggerne besatte. Camp Lincoln skiftede navnet til Camp Verde og i 1868 fik den navnet Fort Verde. Senere tog beboerne igen navnet Camp Verde.
Den restaurerede gamle kavalerivagtpost fra 1870 (da indianerkrigen var i fuld gang) kan ses i Fort Verde State Historic Park, som ligger 3 km fra motorvejen I-17.